# Colocnema annulator
Colocnema annulator là một loài tò vò trong họ Ichneumonidae.